# Kodeks dyplomatyczny klasztoru tynieckiego
Kodeks dyplomatyczny klasztoru tynieckiego – kodeks dyplomatyczny, zbiór dokumentów stanowiących o posiadłościach i przywilejach w dobrach tynieckich benedyktynów. 
Zawiera informacje o miejscach oraz ich znaczeniu we współczesnym historycznym odniesieniu. Kodeksy wówczas stanowiły prawo dla poszczególnych społeczności.

## Historia dokumentu

### Prawzór
Punktem wyjścia do opracowań Kodeksu dyplomatycznego klasztoru tynieckiego jest dokument znajdujący się w Krakowie w Archiwum Państwowym wśród zbiorów dokumentów pergaminowych (Perg. 1): Kardynał Idzi legat papieski zatwierdza posiadłości i przywileje nadane klasztorowi tynieckiemu przez Bolesława Wielkiego i królową Judytę, oraz nadania Bolesława Krzywoustego i Radosta biskupa krakowskiego. Kraków 1105. 
Dokument ten ma wymiary: 529 × 360 + 30 mm.

### Praca Aleksandra Batowskiego
Aleksander Batowski (zm. 1862) podjął pierwszą próbę stworzenia Kodeksu pod tytułem: 
- (łac.) CODEX DIPLOMATICUS TINECENSIS, EDITUS STUDIAE, LABORE AC IMPENSIO ALEXANDRI CONSTANTINI BATOWSKI. LEOPOLI I AEDIBUS INSTITUTI OSSOLINIANI TIPIS (sic) ALBERTI MANIECKI. 1854

Kodeks dyplomatyczny tyniecki wydany staraniem, pracą i nakładem Aleksandra Konstantego Batowskiego. We Lwowie w drukarni Zakładu Narodowego im. Ossolińskich, czcionkami dzierżawcy Wojciecha Manieckiego. 1854
W obszernym wstępie pisze: „Kodeks tyniecki jest to zbiór [...] resztek przypadkiem od zupełnej zguby uratowanych...”. 
Swój projekt Batowski chciał uszeregować następująco:
- Część I – do 1398 roku;
- Część II – lata 1400–1449;
- Część III – do czasów najnowszych.

Zgon w 1862 roku przerwał Batowskiemu tworzenie Kodeksu. Przekazał jednak cały dorobek życia w testamencie swojemu bratu Antoniemu ze wskazaniem, by całość materiału przekazał do Ossolineum. Antoni Batowski w 1865 roku za 600 florenów austr. odsprzedał Kodeks, jak nakazał testament.

## CodexKętrzyńskiego i Smolki

### Część I (1105–1309)
Wojciech Kętrzyński (1838–1918) i Stanisław Smolka (1854–1924) opracowali wspólnie Kodeks, czerpiąc wskazówki od A. Batowskiego i wydali dzieło w 1875 roku we Lwowie. Gromadzi 128 dokumentów z lat 1105–1309. Otwiera ją dokument kardynała Idziego, legata papieskiego z 1105 roku, zatwierdzający posiadłości i przywileje benedyktynów z Tyńca.

### Część II (1401–1506)
Jest pod całkowitą redakcją Stanisława Smolki. Obejmuje 43 dokumenty, jest jednak znacznie obszerniejsza od pierwszej, gdyż zawiera długie dokumenty oraz skorowidz miejscowości zawartych w obu częściach.